# 캐나다한국영화제
캐나다한국영화제(Korean Film Festival Canada: #KFFCanada)는 북미주 최대 불어권도시 캐나다 퀘벡주 몬트리올에서 매년 가을에 열리는 한국 영화·영상, 예술·문화 축제이다. “동-서가 만나는 지점"을 모토로, 지난 1996년부터 활동을 시작했다. “한국 콘텐츠”를 중심 소재로 하여, 세상과 세계, 다양한 민족을 만나는 조우하고 횡단하는 경험을 촉발하기를 목적으로 설립되어, 약 25여년간 동영화제는 다양한 행사를 진행하였으며, 올해 2020년 가을 10월에 동영화제의 7회를 맞게 된다. 매년 한 가지 테마를 초점으로, 모든 행사가 진행되는 동 영화제는  올해(2020년)는 세계 여성운동 흐름에 주목하여 “경계 너머의 서사, 여성 감독이 일으키는 뉴 웨이브 한국 영화 (1950-2019, 시리즈 1)/Narratives Beyond Borders, The Korean New Wave Cinema by Women Directors (Seires1)”로 선택되었다. 한국 영화의 뉴물결을 일으킨 여성감독들의 영화를 조명하는 이 테마는, 내년까지 2년에 걸쳐 열리며, 영화 상영, 테마 연구를 위한 국제 학술회인 <북미주 한국 영화, 미디어 컨퍼런스: Korean Cinema & Media Conference in North America>가 동시에 열린다. 세상, 삶, 인생, 가족과 우정 등 우리 사회와 인간관계 속에 내재된 소통의 부재와 부조리 등에 대한 여성 감독들의 시각이 반영된, 내밀한 영상언어를 만나게 될 것으로 보인다. 이 테마는 북미주에서 가장 큰 규모로 열리게 되는 한국 여성 감독 작품의 소개이다. 한편 동영화제는 올해 영화제 티켓 판매금 전액을 이민 노동자 센터, 여성쉼터를 선정하여 자동 기부되도록 결정하였다. (코비드19의 팬데믹의 영향으로 온라인으로 열리는 올해 영화제의 전 영화 관람권의 입장료는 $5불로서, 한번 입장료를 내면 모든 영화 관람이 한 달간 가능하나, 자발적 기부액의 제한선은 없다).
서서히 뿌리 내려가는 현지 한국계 캐나다인 동포사회의 현지화와, 사회의 주역으로서 활동하며, 다양한 커뮤니티 간의 소통과 융합, 동포 사회의 성장과 확장,  차세대들이 지역성을 뛰어 너머 한국과 캐나다, 캐나다와 세계를 횡단하는 세계인으로의 성장을 도모한다.  이러한 비전으로, 동 영화제의 모든 문화예술 행사는 기획되고 진행되고 있다.
향후 백 년을 바라보며, 차세대 캐나다-한국인의 발전과 성장, 인종 간의 소통과 이해, 동포사회의 융합, 양국의 문화와 예술 교류와 연구활동을 미션의 중심으로 삼은 동영화제는, 한국 문화예술자산을 근간으로, 양국 캐나다와 한국, 한국과 캐나다간의 원활한 소통과 비젼을 이에 따라, 퀘벡 주 영어권 커뮤니티 중심의 활동으로부터 불어 문화권과의 융합이 성공적으로 시도되고 있다. 작년부터 “몬트리올 대학 아시아 연구 센터”와 파트너십을 맺었으며, 현지 불어권 영화 전문지들과의 공동 협력관계 증대와 본국 연구기관들과의 공동연대 등을 통하여 북미주와 최대의 불어권 도시의 영. 불어 문화권의 특징을 살려 한국 문화. 예술 콘텐츠의 홍보 및 차세대 예술인들의 현지 뿌리내리기를 중요한 비전으로 삼고 있다. 또한 캐나다한국영화제는 전문성을 인정받은 현지 기관으로서 현지의 지역성을 전문화한 기관으로서 본국과 캐나다 현지 기관 및 동포사회를 연결하는 소통 창구로의 역할에도 중요한 의미를 두고 있다.  
위와 같은 캐나다한국영화제의 비전을 바탕으로, 전주국제 영화제(JEONJU_IFF), 몬트리올 대학교 아시아학 센터(CÉTASE) 보관됨 2020-06-30 - 웨이백 머신와 파트너십을 맺었으며, 올해 2020년은 몬트리올 시(Valérie Plante 시장), 한국 국제 교류재단(Korea Foundation, 이근 이사장), 몬트리올 동포사회 내에서 자리한 한민족재단의 지원에 힘입어 영화제가 열린다. 이외의 협력기관과 단체들에 관한 소식은 웹사이트와 홍보기사를 통해 발표될 예정이다.

## 역사
1996년 캐나다 퀘벡주에서 한국인 (대표: 이미정)이 최초로 아시아-한국 영화, 문화, 예술 전문법인 “시네-아지 (Ciné-Asie/Cinema-Asia)”라는 캐나다 비영리 공식 법인이 창립되었다. 첫 번째 기획행사가, 1997년 뉴욕 MOMA와 뉴욕 한국문화원과의 공동 주최로 열린, <3인의 한국 거장 감독전: 신상옥, 유현목 보관됨 2020-07-27 - 웨이백 머신, 임권택 >로서, 캐나다 주요 4개 도시 순회 상영이 최초로 소개되며, 한국 문화, 예술, 영화 상영 프로젝트의 시발점이 되었다. 이 순회상영 프로젝트는 15편의 영화가 순차적으로 캐나다 주요 4개 도시인 몬트리올, 오타와, 토론토, 밴쿠버의 시네마테크(cinémathèques) 극장들에서 상영되었고, 토론회가 이루어졌다. 1998년과 2010년, 시네-아지는 시네마테크 퀘벡쿠와즈(Cinémathèque Québécoise)와 파트너십을 맺어 아시아 영화 상영, 한국 영화 특집등을 통해 홍상수 감독 회고전, 전수일 회고전, 김기덕 영화 소개등 다양한 한국 영화를 소개하고, 또한 한국계 캐나다 영화인들의 지원을 위한 영화 상영, 세미나 및 워크샵을 개최했다. 이 기간중에 시네-아지는 캐나다 아시아 태평양 재단과 협력하여 “QuiFaitQuoi(Who does What)와 같은 아시아(영화, 산업, 감독과 관련된)월간 뉴스지를 영어·불어판 두 개의 언어로 인쇄. 배포하였다.  
1999년, 시네-아지는 링컨센터, 콩코디아 대학 영화학과와 함께 "Chinese Cinema, 1933-49" 상영을 하였다. 같은 해에 아시아디아스포라 미디어작품을 중점으로하는 제 1회 “AmérAsia International Film Festival Montreal 몬트리올에서 창립하고, 아시아계 캐나다.북미 예술가들 작품과 작가 발굴에 초석을 다지는 영화제로서 초기에는 Reel Asian International Film Festival 에 대한 지원도 하였다.  시네-아지는 한국영화와 아시아 영화 및 아시아계 캐나다 예술인들을 지원하는 다양한 활동을 영화제, 회고전, 특별전, 워크샵, 예술가 대담, 뉴스레터 출판등 왕성한 활동이 2014년까지 계속되었다. 그 중에는 2006년 현대 한국 영화 파노라마전,  2007년 홍상수 감독의 영화 회고전, 2009년 전수일 감독의 북미주 8개도시 회고전 보관됨 2021-01-22 - 웨이백 머신을 기획하였다. 더불어 위의 기간중에 시네-아지 활동중에 괄목할 부분은 불어권 영화가 주류이던  Cinémathèque Québécoise에 최초로 매달 아시아 영화 상영회와 워크샵 기획을 마련하였고, 이중에서 특히 한국영화를 중점으로 상영하며 불어권에 한국영화를 소개하는 선구자적 역할을 한 점으로 볼 수 있다.